# Alsifer
Alsifer – stop aluminium (w nazwie al od łac. aluminium 'glin'), krzemu (si od łac. silicium) oraz żelaza (fer od łac. ferrum).
Stop ten jest magnetycznie miękki. Wykorzystuje się go (w postaci odlewów) w charakterze osłon magnetycznych, a także przy produkcji kadłubów przyrządów oraz maszyn elektrycznych.